# Mikołaj z Flüe
Mikołaj z Flüe, brat Klaus z Flüe, (Niklaus von Flüe, Bruder Klaus; łac. Nicolaus de Rupe, franc. Nicolas de la Roche) (ur. 1417,  zm. 21 marca 1487) – święty, uznawany za mistrza medytacji i mistyka średniowiecza, symbol pokojowego rozwiązywania konfliktów, patron Szwajcarii.

## Życie

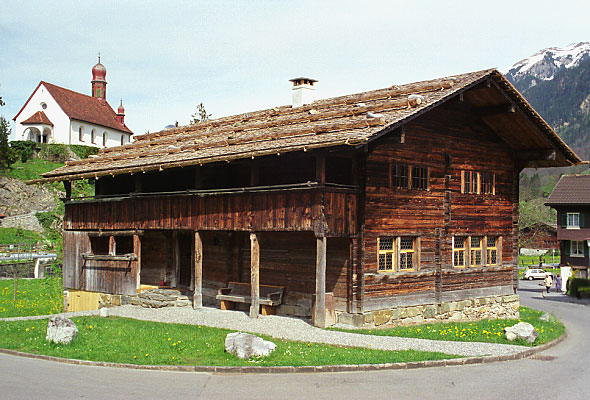
Dom w którym urodził się św. Mikołaj z Flüe, Flüeli-Ranft

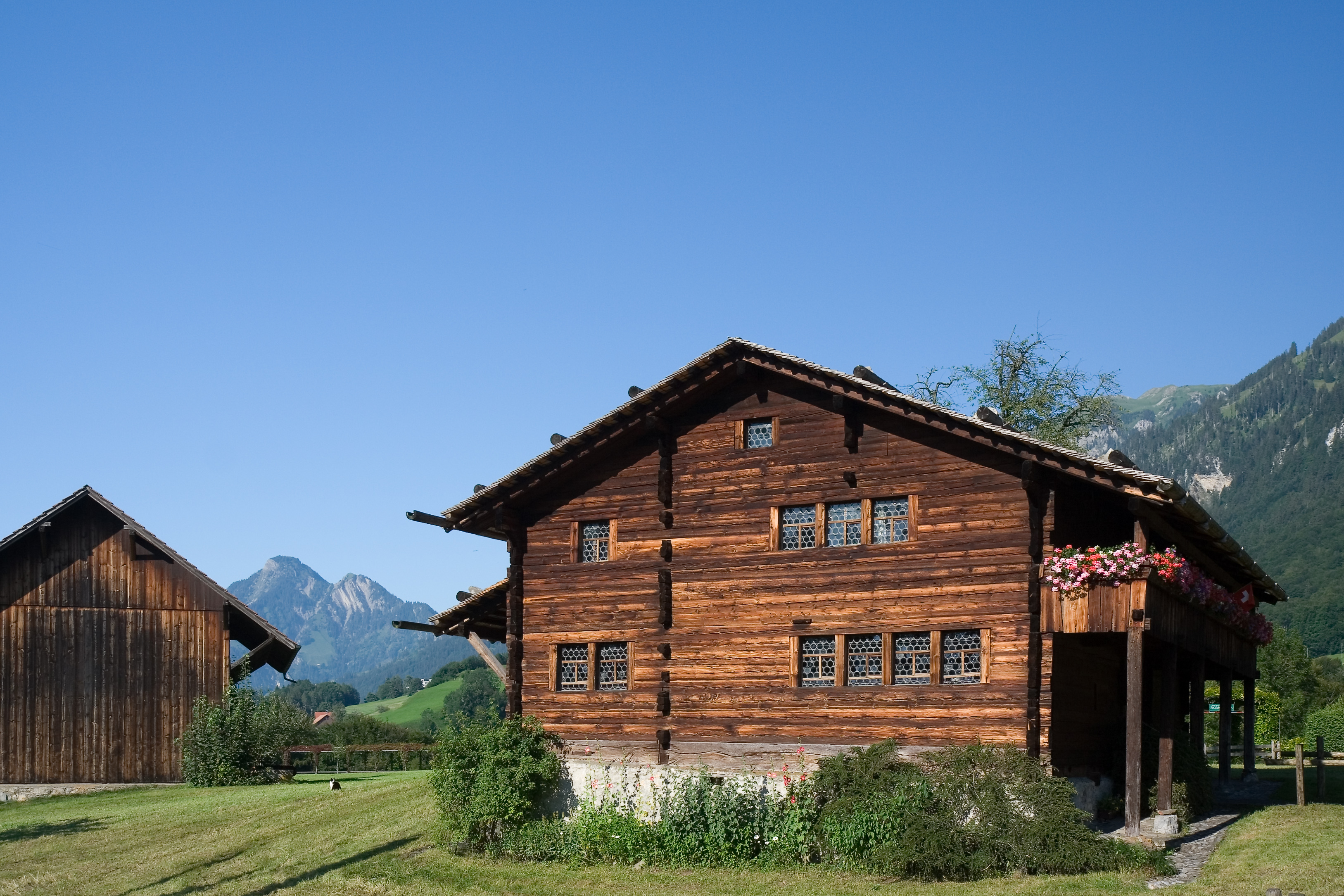
Dom w którym mieszkał św. Mikołaj z Flüe, Flüeli-Ranft

Rodzice, Henryk z Flüe i Emma Robert, żyli jako zamożni włościanie w Sachseln. Pojął za żonę Dorotę Wisling, pochodzącą z Sachseln. Z tego małżeństwa miał dziesięcioro dzieci: pięciu chłopców i pięć dziewcząt.
W wieku 23 lat został powołany na wojnę. W 1446 roku brał udział w bitwie pod Ragaz, w której Szwajcarzy pokonali wojska austriackie. W 1460 roku, pod Diessenhofen został rotmistrzem.
Mając 50 lat rozstał się ze swą małżonką za jej zgodą, wyrzekł się świata i został pustelnikiem. Osiadł w dolinie Melchthal w pobliżu Ranft. Tam w 1467 roku wybudował maleńką chatę i kapliczkę.
W roku 1473 u progu kolejnej wojny z Austrią, Mikołaj podjął się mediacji i załagodzenia sporu. W roku 1481, gdy wybuchła wojna domowa między stanami Szwajcarii, znów wystąpił w roli mediatora i uratował jedność Szwajcarii. Od tego wydarzenia nadano mu tytuł „Ojca Ojczyzny”.
Zmarł w wieku 70 lat 21 marca 1487. Jego relikwie znajdują się w Konstancji, Lucernie i Fryburgu.

## Beatyfikacja i kanonizacja
W trakcie procesu beatyfikacyjnego potwierdzono fakt posiadania przez Mikołaja z Flüe specjalnych charyzmatów – przez 19 lat jego pożywieniem była wyłącznie Eucharystia. W 1648 papież Innocenty X wydał dekret De cultu immemorabili. Klemens IX 8 marca 1669 beatyfikował Mikołaja z Flüe i zezwolił na jego kult. Papież Klemens X rozszerzył jego kult na Szwajcarię. 15 maja w roku 1947 papież Pius XII dokonał jego kanonizacji, ogłaszając równocześnie św. Mikołaja głównym patronem Szwajcarii.
W roku 1678 ukończono budowę pierwszego kościoła w Sachseln na cześć Mikołaja z Flüe. Jego postaci poświęcony został jeden z ośmiu wielkich witraży projektu Józefa Mehoffera w katedrze św. Mikołaja we Fryburgu.

## Publikacje
Żywot bł. Mikołaja opisali:
- Albrecht von Bonstetten (r. 1482): Leben des seligen Nicolaus von der Flüe, wyd. Gall Morel w Geschichtsfreund. Mittheilungen des historischen Vereins, Einsiedeln 1862, XVIII, s. 18—35;
- Renward Cysat: Vita et historia Nicolai de Rupe cum variis gestis, Constantiae 1597;
- Johann Joachim Eichorn: Miraculosum Helvetiae sidus, Constantiae 1631;
- jezuita Piotr Hugo (ok. r. 1636), ap. Bolland. Acta SS. 22 Mar. III 398—439;
- Ludwig Sinner: Bibliographie der Schweizergeschichte, Bern 1851, s. 32—36;
- Johannes Ming: Der selige Bruder Nicolaus von Flüe sein Leben und Wirken, t. I—II, Luzern 1861—63; t. III p. t. Der selige Eremit Nikolaus von Flüe, der unmittelbare persönliche Vermittler und Friedensstifter auf dem Tage des Stanserverkommisses. Aus den Quellen nachgewiesen von J. Ming, Luzern 1871, in-8.